# A mari usque ad mare
A mari usque ad mare (dal latino: dal mare fino al mare) è una locuzione latina tratta dalla Vulgata (salmo 72, v. 8). Nel salmo, attribuito a Salomone, viene profetizzato l'arrivo del messia Cristo Gesù e il suo futuro dominio spirituale sul mondo, appunto, "dal mare fino al mare".
La locuzione è oggi visibile nello stemma di stato del Canada, in ragione del fatto che questa nazione si estende tra due "mari": l'oceano Atlantico e l'oceano Pacifico.
La frase "dominabitur a mari usque ad mare" è inoltre scolpita sul frontone del C.U.M., Centre Universitaire Méditerranéen, a Nizza. Lo stabile del C.U.M. infatti si presenta sul "Lungomare degli Inglesi" di fronte al mare e dalla quale posizione è in grado di dominare il litorale della Costa Azzurra.